# Evelyne Baeten
Evelyne Baeten is een Belgische architect uit Oost-Vlaanderen.

## Prestaties
Baeten startte haar architectuuropleiding in 2009 in het LUCA School of Arts en studeerde in 2014 af met grote onderscheiding als laureaat van de Master Architectuur in KU-Leuven te Gent. Daarbij volgde ze ook nog een opleiding meubelmakerij.
Na haar studies werkte ze van 2014 tot en met 2017 als architect bij COUSSÉE & GORIS HUYGHE architecten aan grootschalige projecten. Alsook richtte Baeten in 2014 samen met Jonas Hylebos het architectenbureau ‘Baeten Hylebos Architecten’ op, gevestigd in Sint-Niklaas.
Tentoonstellingen waar haar werken werden gepresenteerd zijn onder andere:
- 2014, februari – Tentoonstelling Young Architecture, Oostende: Selectie van werken van studenten in hun eerste master Architectuur in KUL, waaronder het werk van Baeten.
- 2015, mei – Tentoonstelling Godecharleprijs (Architectuur, beeldkunst en schilderkunst): Deze exhibitie toont werken van geselecteerde architecten, beeldhouwers en schilders. De werken komen uit de resultaten van de Godecharle wedstrijd (vier dagen isolement in Vieusart).

## Baeten Hylebos Architecten
Baeten Hylebos Architecten is opgericht door Evelyne Baeten en Jonas Hylebos. Het bureau is gevestigd in Sint-Niklaas. 

### Jonas Hylebos
Jonas Hylebos is een Belgische architect. Hylebos studeerde een bacheloropleiding architectuur aan LUCA School of Arts (studieperiode 2009 – 2012). Deze opleiding werd gevolgd door een masteropleiding aan de Katholieke Universiteit van Leuven (studieperiode 2012 - 2014). Doorheen zijn opleiding deed Hylebos extra ervaring op binnen de architectuursector. Zo ging hij in oktober 2010 als vertegenwoordiger werken bij Studio MK 27, Kortrijk interieur 2010 (Prostheses and Grafts exhibition). Tijdens de periode van juli 2013 tot en met augustus 2013 was Hylebos als ontwerper werkzaam bij |MAAT| te Gent. Na zijn studies ging Hylebos aan de slag bij Claessens Architecten (februari 2015 – maart 2017). Heden is Hylebos een architect op zelfstandige basis bij Baeten Hylebos Architecten.  

### Project Kijktoren
De kijktoren die zich in het natuurgebied "Fondatie van Boudelo" bevindt is het enige openbare gebouw die Baeten Hylebos Architecten heeft gebouwd. Het werd gerealiseerd in juni 2019. De kleinschalige kijktoren is gebouwd in opdracht van VZW Durme en de stad Sint-Niklaas. Het doel van de toren is de bezoeker te helpen bij het ontdekken van de dieren als de planten in het natuurgebied.
De toren staat schuin ten opzichte van het pad dat midden door het struikgewas loopt. Dit verleidt de bezoekers om enkele meters af te wijken tot aan de deuropening. Daar valt het licht binnen door de spleten van de houten wand en valt het op de trap. De lichtinval nodigt de bezoeker uit om die te betreden en deze wikkelt zich omhoog rond de centrale kolom. Al wandelend kan er via de gevelopening volop genoten worden van de omgeving. Bovenaan de trap is er een tableau waar een breed uitzicht is over velden, bossen, vijvers en tal van dieren.
De donkergroene houten kijktoren staat in een volgroeide omgeving. De verticale doorlopende balken vormen de schil voor het interieur van de toren. De gelaagde gevels bestaan uit vierkante kolommen waartussen windverbanden zijn gespannen. Ze zijn door een traditionele houtverbinding (pen-en-gat-verbinding) verbonden met elkaar.

## Onderscheidingen en prijzen
- Bold & Beautiful Student Façade Design Award, 2014: Studenten werden uitgedaagd om een gevelontwerp te bedenken dat zowel technische ingewanden als oog voor schoonheid laat zien.
- Studentenstaalprijs, 2014: Jaarlijkse wedstrijd bedoeld voor studenten architectuur- of ingeniersafdelingen, die Baeten samen met Hylebos heeft gewonnen. Ze hadden een klein zwart paviljoen ontworpen. Het paviljoen werd gekenmerkt door een hoge mate van esthetische detaillering van verbindingen in stalen elementen. Later het jaar verscheen hun ontwerp in "infosteel magazine nr.42".
- Tentoonstelling "Jonge architectuur aan zee", 2014: Ontwerp voor een nieuw maritiem museum aan de Churchillquai in Oostende.
- Laureaat Architectuur Gent, 2014: Baeten ontwierp voor haar master proef een landschapsmuseum in Koblenz.
- Laureaat Godecharle prijs, 2015: Baeten werd samen geselecteerd met Jonas Hylebos en Raf Geysen om deel te nemen aan een vier dagen lange lodge oefening. Evelyne won deze prijs met haar ontwerp "zoek voor waas".
- Tentoonstelling Godecharle prijs, 2015 (Architectuur, Beeldhouwkunst en Schilderkunst): De getoonde werken zijn een combinatie van de resultaten van de Godecharle wedstrijd, (Vier dagen isolement in Vieusart) en eerdere gemaakte werken van de kunstenaars.
- Tentoonstelling Koninklijke Academie voor Schone Kunsten, 2017
- Stadsprijs voor renovatie stad Sint-Niklaas, Laureaat, 2017: De eerste realisatie van Baeten Hylebos Architecten. De renovatie van half open bebouwing moest voldoen aan drie dingen: bugetvriendelijk, bouwtechnisch verbeterd en oppervlakteoptimalisatie van de woning.
- Publicatie Project B&W, diverse media, 2018
- Publicatie Kijktoren Fondatie van Boudelo, diverse media, 2019
- Publicatie Project W&G, Nest Magazine, 2019